# Epidromia delinquens
Epidromia delinquens är en fjärilsart som beskrevs av Walker sensu Druce. Epidromia delinquens ingår i släktet Epidromia och familjen nattflyn. Inga underarter finns listade i Catalogue of Life.